# Пам'ятник Леніну (Бердичів)
Пам'ятник Леніну в Бердичеві — скульптурний пам'ятник революціонеру Володимиру Леніну, що був розташований у Бердичеві. Пам'ятка монументального мистецтва місцевого значення, охоронний номер 2546.
Пам'ятник роботи Костянтина Васильченка, Петра Бірюкова та Петра Перевозника виконано з граніту загальною висотою 8,7 метра (29 фут) — сама скульптура 4 м, постамент 4,7 м; вага — 17 т. Встановлений 29 грудня 1982 року, став 5-м пам'ятником Леніну у місті. 1983 року поставлений на державний облік.
У ніч із 25 на 26 вересня 2011 року на постаменті з'явився напис зеленою фарбою «Кат українського народу». 14 листопада 2013 року постамент знову розмалювали із фразою «Ленін — кат українського народу».
22 лютого 2014 року виконком Бердичівської міської ради прийняв рішення про демонтаж пам'ятника. Того ж дня його демонтували. У ніч напередодні на пам'ятнику був напис «Час зносити», пізніше — «Досить терпіти ката» і «Сьогодні о 15.00».
Станом на 2015 рік демонтований пам'ятник перебував на території комунального підприємства «Бердичівкомунсервіс», а постамент використали для облицювання меморіалу «Слава Героям!».

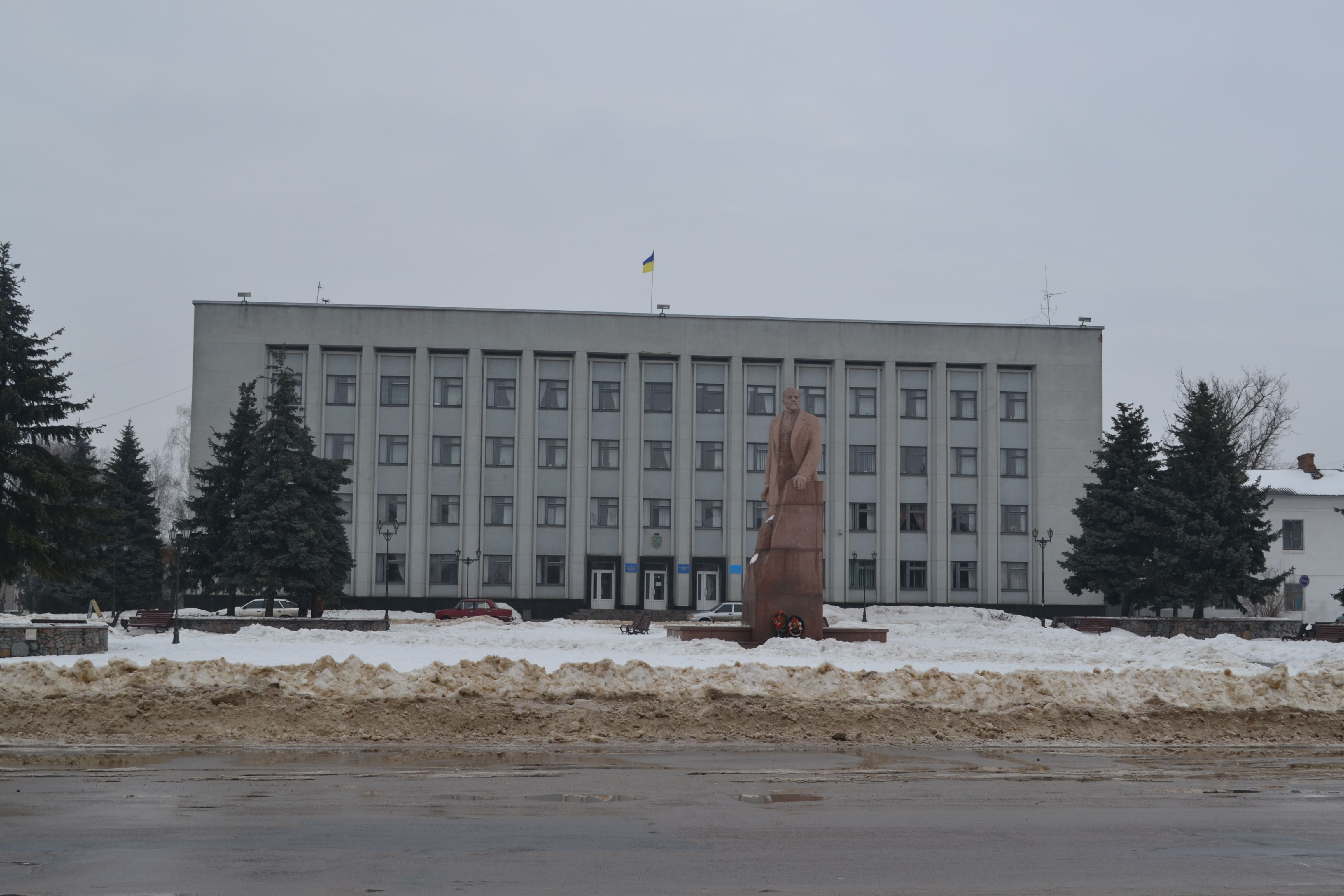
Вид на площу (9 лютого 2014 року)
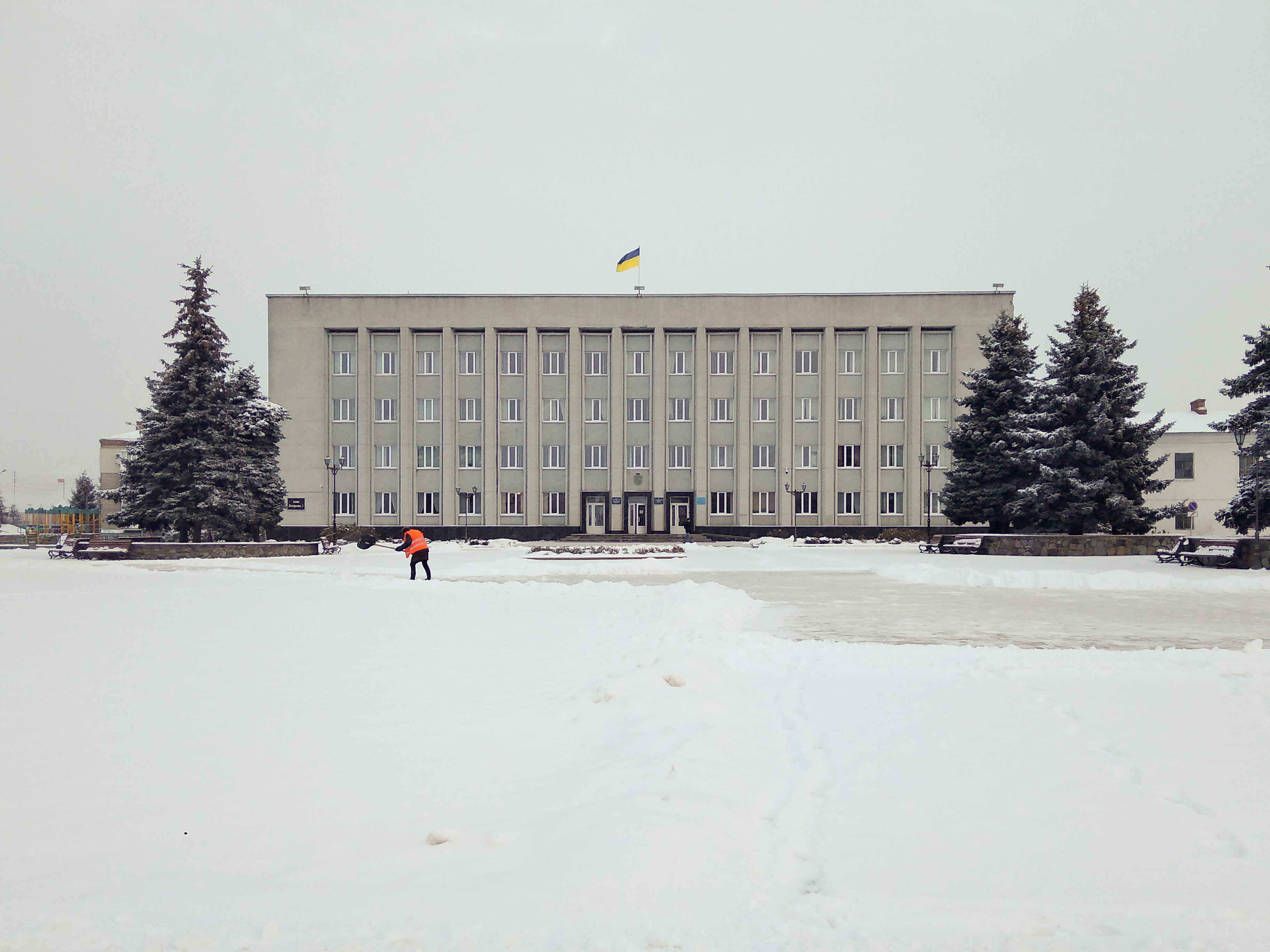
Вид на площу (2018 рік)

## Відео
- Бердичев, Ленин (1982) на YouTube // Кинохроника Житомира. — 2018. — 5 червня.
- Розмальований пам'ятник Леніну у Бердичеві комуністи вважають проявом фашизму - Житомир.info на YouTube // Житомир.інфо | Zhytomyr News. — 2013. — 14 листопада.
- Пам'ятник Леніну у центрі Бердичева валили кілька годин - Житомир.info на YouTube // Житомир.інфо | Zhytomyr News. — 2014. — 23 лютого.

## Виноски
1. ↑  Васильченко Костянтин Миколайович // Енциклопедія сучасної України / ред. кол.: І. М. Дзюба [та ін.] ; НАН України, НТШ. — К. : Інститут енциклопедичних досліджень НАН України, 2001–2025. — ISBN 966-02-2074-X.
2. 1 2 3 4  Олексій Тростянський (28 листопада 2015). Де поділи пам'ятники катам українського народу у Бердичеві? (ВІДЕО). berdcity.info. Процитовано 4 травня 2025.
3. ↑  У Бердичеві на Ленінові написали фарбою «Кат українського народу». unian.ua. 28 вересня 2011. Процитовано 4 травня 2025.
4. ↑  В Бердичеве неизвестные опять разрисовали памятник Ленину (рос.) . zhitomir.info. 19 жовтня 2011. Процитовано 4 травня 2025.
5. ↑  Житомиряни визначали покарання чоловікові, який розмалював пам’ятник Леніну в Бердичеві. zhitomir.info. Процитовано 4 травня 2025.
6. ↑  Пам’ятник Леніну у центрі Бердичева валили кілька годин (доповнено). zhitomir.info. 22 лютого 2014. Процитовано 4 травня 2025.
7. 1 2 3  Бердичівський Євромайдан. berdychiv.in.ua. 16 лютого 2017. Процитовано 4 травня 2025.
8. ↑  Олександр Доманський (22 лютого 2014). Бердичівський Ленін «пручався» більше трьох годин. rio-berdychiv.info. Процитовано 4 травня 2025.